# Evangelische Kirche (Manderbach)

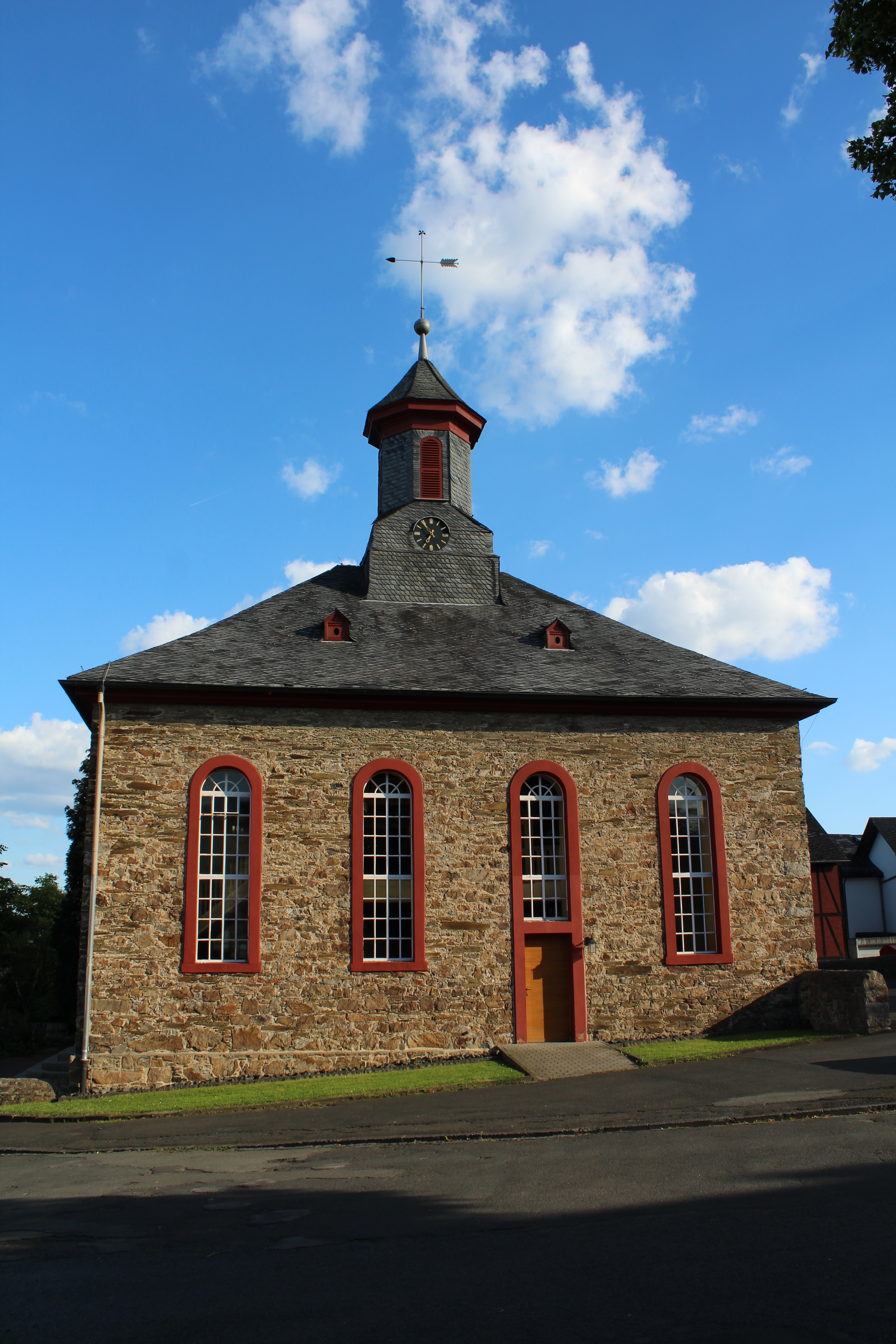
Evangelische Kirche in Manderbach

Die evangelische Kirche Manderbach ist ein denkmalgeschütztes Kirchengebäude in Manderbach, einem Ortsteil der Gemeinde Dillenburg im Lahn-Dill-Kreis  in Hessen. Die Kirchengemeinde gehört zum Dekanat an der Dill in der Propstei Nord-Nassau der Evangelischen Kirche in Hessen und Nassau.

## Beschreibung
Bei einer Feuersbrunst am 18. Juni 1825 wurde auch die Kapelle in Schutt und Asche gelegt. Am ursprünglichen Platz wurde die klassizistische Saalkirche aus Bruchsteinen erbaut und am 18. Oktober 1831 eingeweiht. Das Kirchenschiff ist mit einem Walmdach bedeckt, aus dessen Mitte sich ein quadratischer Dachreiter erhebt, auf dem eine achteckige Laterne sitzt.
Im Innenraum stehen Emporen auf Säulen. Die Kirchenausstattung stammt aus der Bauzeit. Die Kanzel mit ihrem Schalldeckel steht an der Wand hinter dem Altar. Daneben befindet sich die Orgel mit 9 Registern, einem Manual und Pedal, die 1965 von der Orgelbau Hardt gebaut wurde.